# David Weisman
Pour les articles homonymes, voir Weisman.
David Weisman est un réalisateur, scénariste et producteur américain né à Binghamton le 11 mars 1942 et mort à Los Angeles le 9 octobre 2019.
David Weisman est surtout connu pour avoir coréalisé et coécrit Ciao! Manhattan avec John Palmer en 1972. Le film est un portrait sans concession d'Edie Sedgwick, « star jetable » de la Factory d'Andy Warhol.
En 1999, il retrouve par hasard des restes de pellicule sur la Factory et les exploite en montant un documentaire qu'il commente sur le milieu underground des années 1960 et 1970. On peut y voir des images de la Factory et de Greenwich Village où gravitent de nombreux artistes et stars de la scène new-yorkaise.
Il a aussi produit de nombreux films indépendants comme Le Baiser de la femme araignée de Hector Babenco en 1984 ou Spike of Bensonhurst de Paul Morrissey en 1988.
David Weisman continue de produire des films et des documentaires sur le monde du cinéma.
En 2007, il coécrit un livre sur Edie Sedgwick, Edie: Girl on Fire.